# (612239) 2001 QC298
(612239) 2001 QC298 est un objet transneptunien faisant partie des cubewanos.

## Caractéristiques
(612239) 2001 QC298 mesure environ 235 km de diamètre, ce qui pourrait le qualifier comme un candidat au statut de planète naine.

## Satellite
Il possède un satellite connu, référencé sous le nom de S/2002 (2001 QC298) 1, d'environ 192 km de diamètre et circulant sur une orbite à 3 813 ± 15 km.